# 2. Brigade
2. Brigade (2BDE) er den danske hærs primære uddannelsesinstitution, der varetager uddannelsen af personel til hærens stående styrke. Underlagt brigaden er også to uddannelsesbataljoner, der blandt andet varetager uddannelsen af værnepligtige menige som en del af Hærens Basisuddannelse (HBU).
I samarbejde med Hærens Officersskole under Forsvarsakademiet uddanner 2. Brigade også officerer ved Løjtnantsuddannelsen i Slagelse og er ligeledes ansvarlig for opbygning og kompetenceudvikling af Hærens reservepersonel.

## Underlagte enheder
- III/GHR Opklaringsbataljon, Gardehusarregimentet
- V/GHR Uddannelsesbataljon, Gardehusarregimentet
- I/JDR Panserbataljon, Jydske Dragonregiment
- V/JDR Uddannelsesbataljon, Jydske Dragonregiment
- XIII/SLFR Lette infanteribataljon, Slesvigske Fodregiment